# NGC 3297
NGC 3297 ist eine linsenförmige Galaxie vom Hubble-Typ S0 im Sternbild Hydra südlich des Himmelsäquators. Sie ist schätzungsweise 397 Millionen Lichtjahre von der Milchstraße entfernt und hat einen Durchmesser von etwa 95.000 Lj.
Das Objekt wurde am 26. Februar 1886 vom US-amerikanischen Astronomen Francis Leavenworth entdeckt.